# Cultura de la ceràmica de bandes

Mapa d'Europa, cultures del Neolític o mesolític, ca. 4500-4000 aC.

La cultura de ceràmica de bandes o civilització rubana, coneguda per les sigles LBK de l'alemany Linienbandkeramische Kultur, designa una cultura del Neolític central europeu. El seu apogeu caldria situar-lo entre 5500 a 4700 aC i està present per tota l'Europa central (Hongria, República Txeca, Alemanya occidental, França septentrional i Bèlgica). Segons alguns arqueòlegs, aquesta cultura seria la manifestació del corrent del Danubi, una migració d'Europa continental de pobles neolítics que van seguir el riu Danubi, practicant l'artigatge que van introduir a Europa. En contraposició, estaria el Neolític mediterrani o cardinal, la cultura de la ceràmica de bandes oriental, de la pinta i els conjunts balcànics. S'han trobat restes arqueològiques que porten a pensar que, entre el grup, n'hi havia que practicaven canibalisme, però se'ls coneix per haver introduït l'agricultura a Europa. El final de la cultura LBK va ser força violent, amb conflictes interns que van arrasar poblats sencers motivats per l'escassedat de recursos.